# Cactus J. (Croydon)
Cactus Journal (Croydon), (abreujat Cact. J. (Croydon)), va ser una revista amb il·lustracions i descripcions botàniques que va ser editada a Croydon. Es van publicar 8 números des de 1932-1939. Va ser substituïda per Cact. Succ. J. Gr. Brit..